# Santa Catarina del Monte
Santa Catarina del Monte es una localidad perteneciente al municipio de Texcoco, en su parte oriente. Colinda al este con el Municipio de Calpulalpan en el estado de Tlaxcala, se encuentra a 2700 msnm y tiene una población de 5 600 habitantes. 

## Atractivo y festividad de “los catarinos”
El atractivo de la comunidad es la Iglesia de Santa Catarina y su festividad se realiza cada noviembre 25 , que es la fiesta principal del pueblo, se realiza a la virgen de santa Catarina grande con un vestido de flores , también se realizan procesiones, se instalan puestos de venta de comida, juguetes, etc. Juegos mecánicos, quema de castillos pirotécnicos, fuegos artificiales y se clausura con un baile musical hasta la madrugada, son bailes inspirados a la virgen donde tocan bandas y mariachis. 
- Datos: Q99485677